# 1640 a tudományban
Az 1640. év a tudományban és technikában.

## Matematika
- Blaise Pascal 16 éves korában felfedezi a hexagrammum mysticum tulajdonságait.
- Pierre de Fermat felfedezi, hogy a páratlan prímszámokat fel lehet írni két négyzetszám összegeként.

## Születések
- Jacques Ozanam francia matematikus